# فري ستايل سكريبت

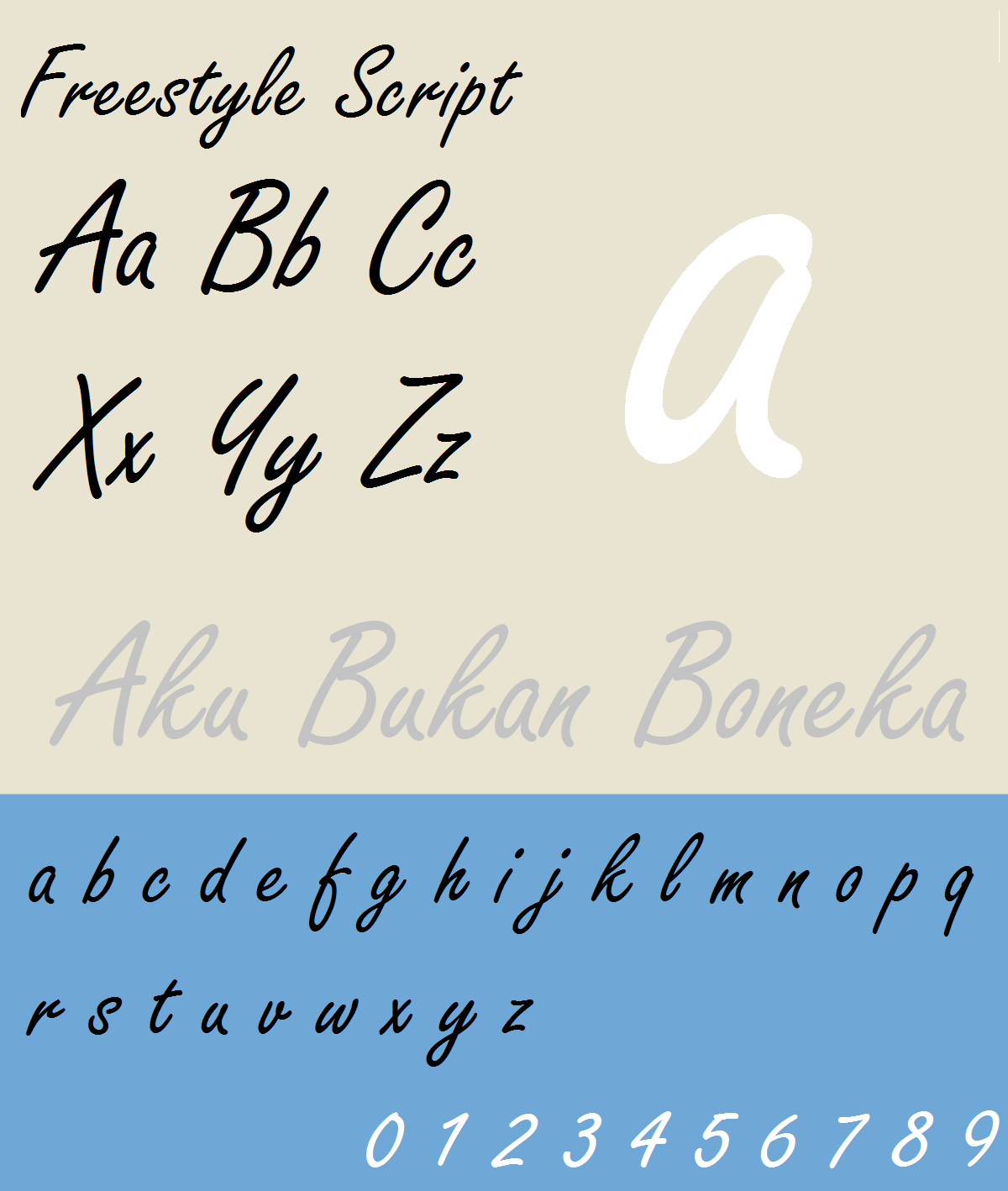
خط فري ستايل سكريبت

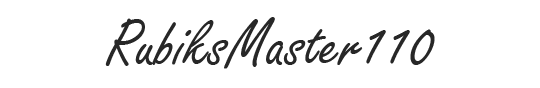
خط فري ستايل سكريبت

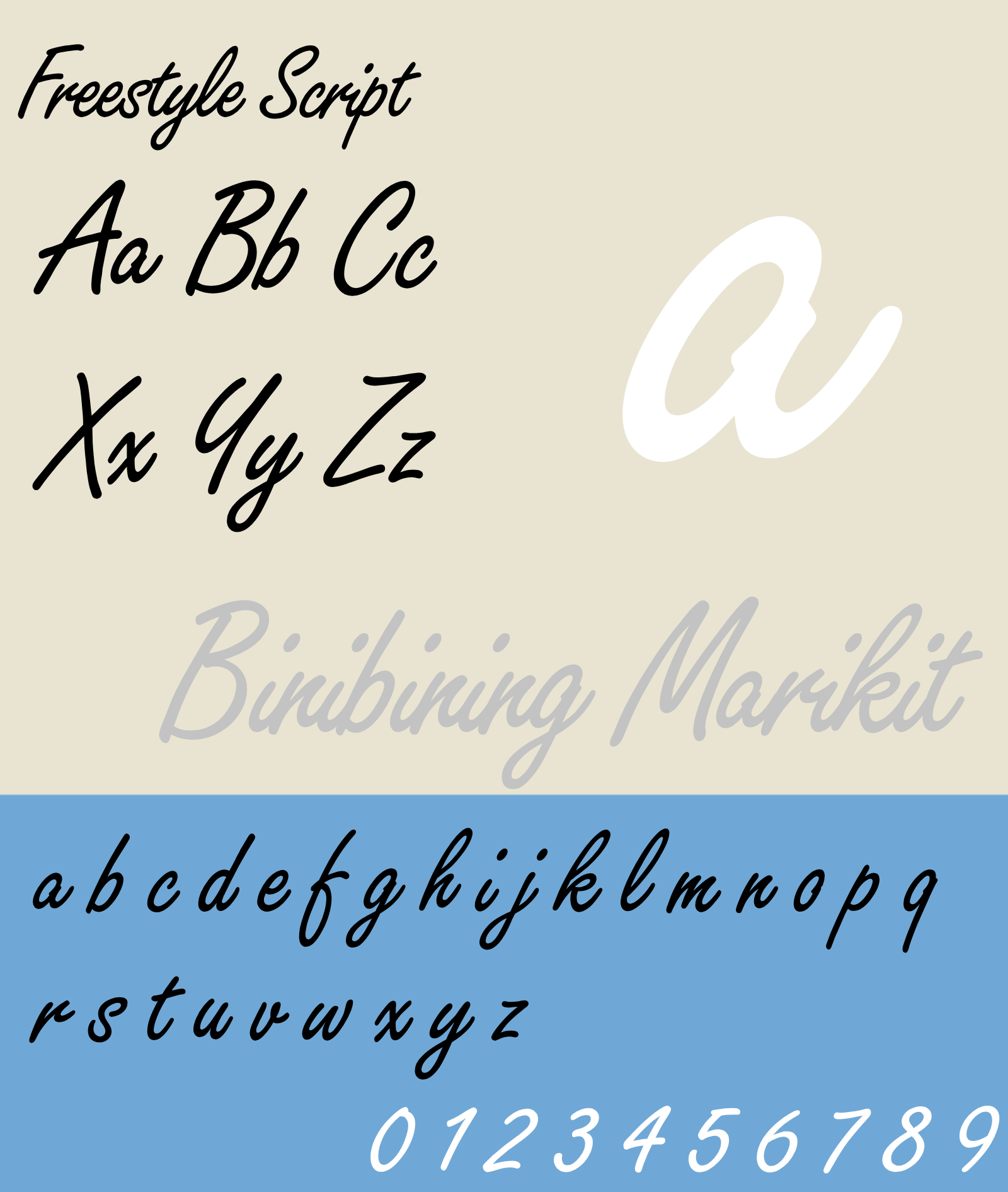
Freestyle Script Plain

فري ستايل سكريبت (بالإنجليزية: Freestyle Script)‏ هو خط(حاسوبي) صممه كولين بريغنال في عام 1969 ومارتن وايت في عام 1981. يستخدم الخط بشكل شائع في الإعلانات التجارية في ثمانينيات القرن العشرين، ويستخدم أيضًا للشعارات. تم تصميم الإصدار الغامق في عام 1986. ناشر هذا الخط هو أدوبي، آي تي سي، وليتراست [الإنجليزية]، يحتوي هذا الخط على إصدارات قليلة، عادية، غامقة، SH Reg Alt، SB Reg Alt.

## معرض صور

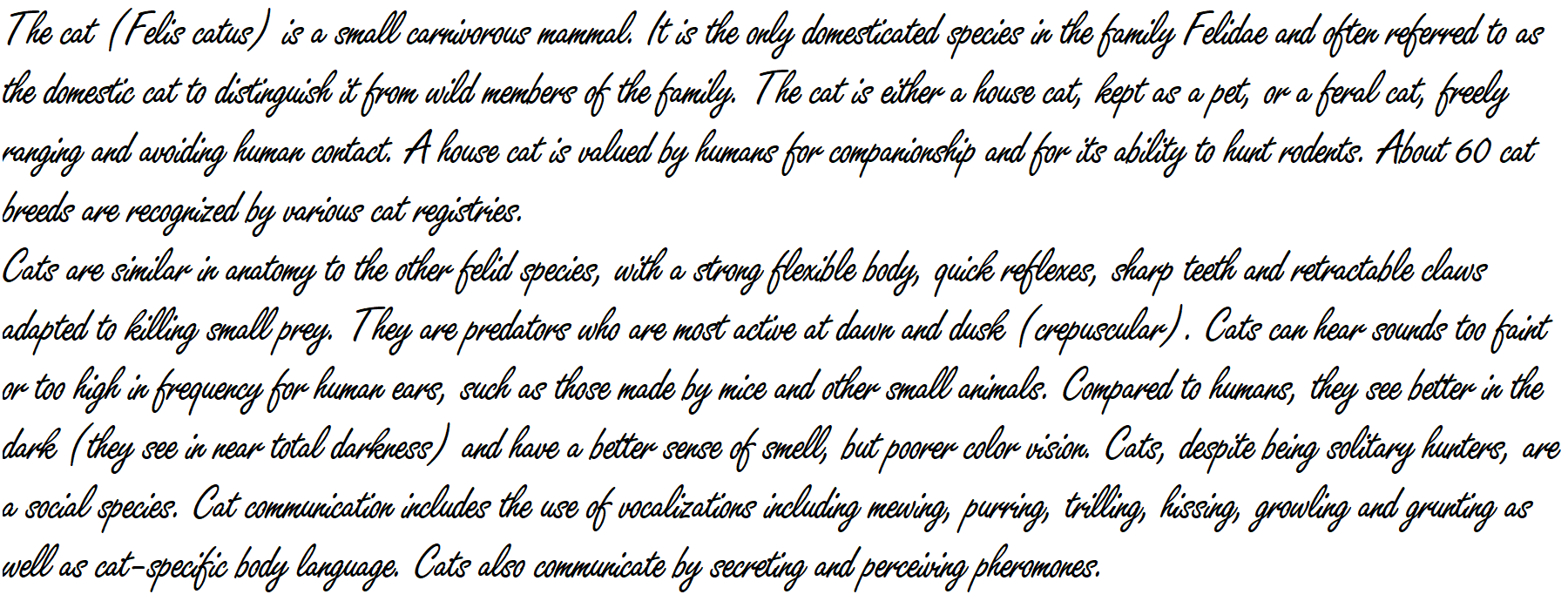
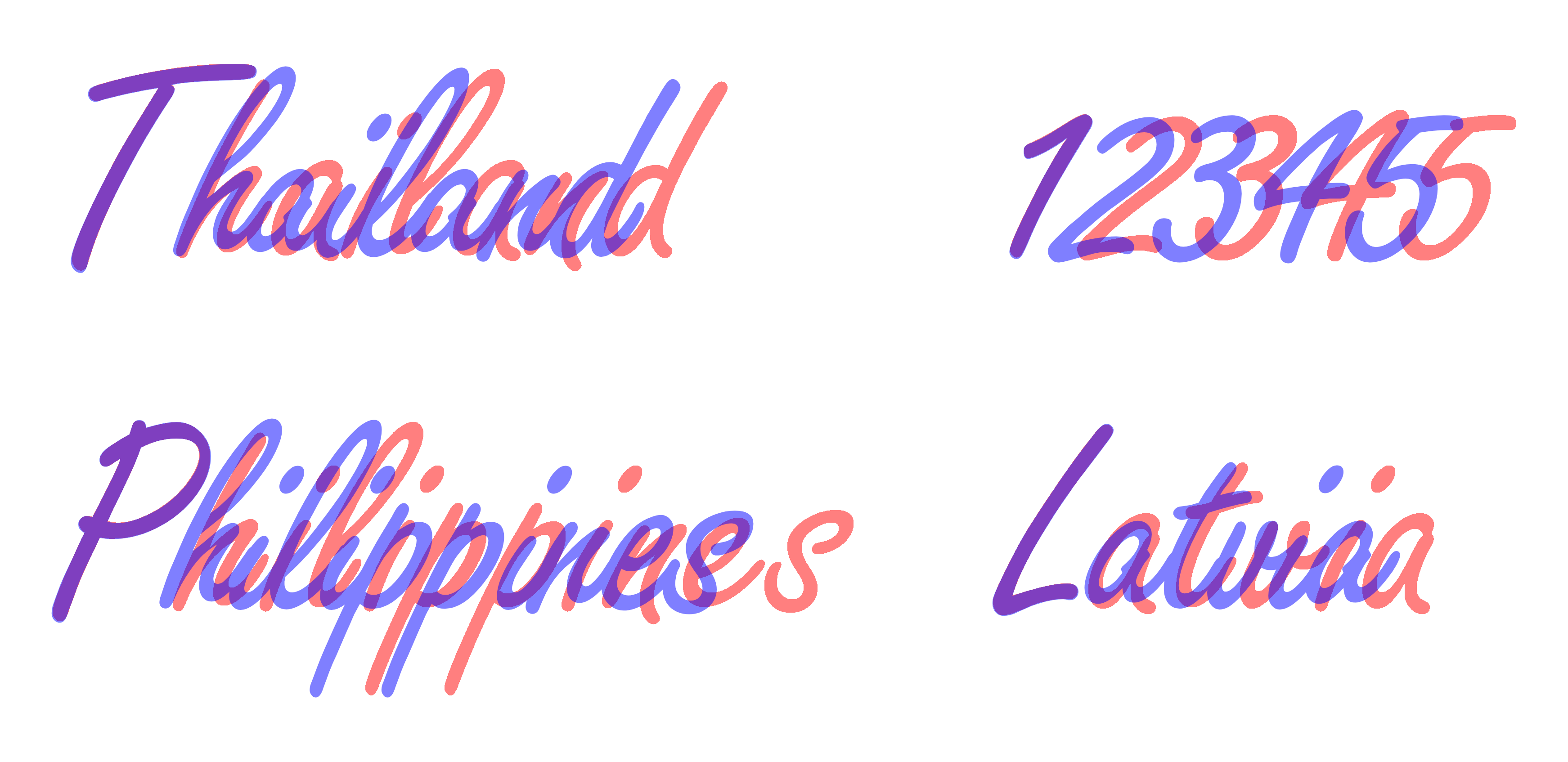
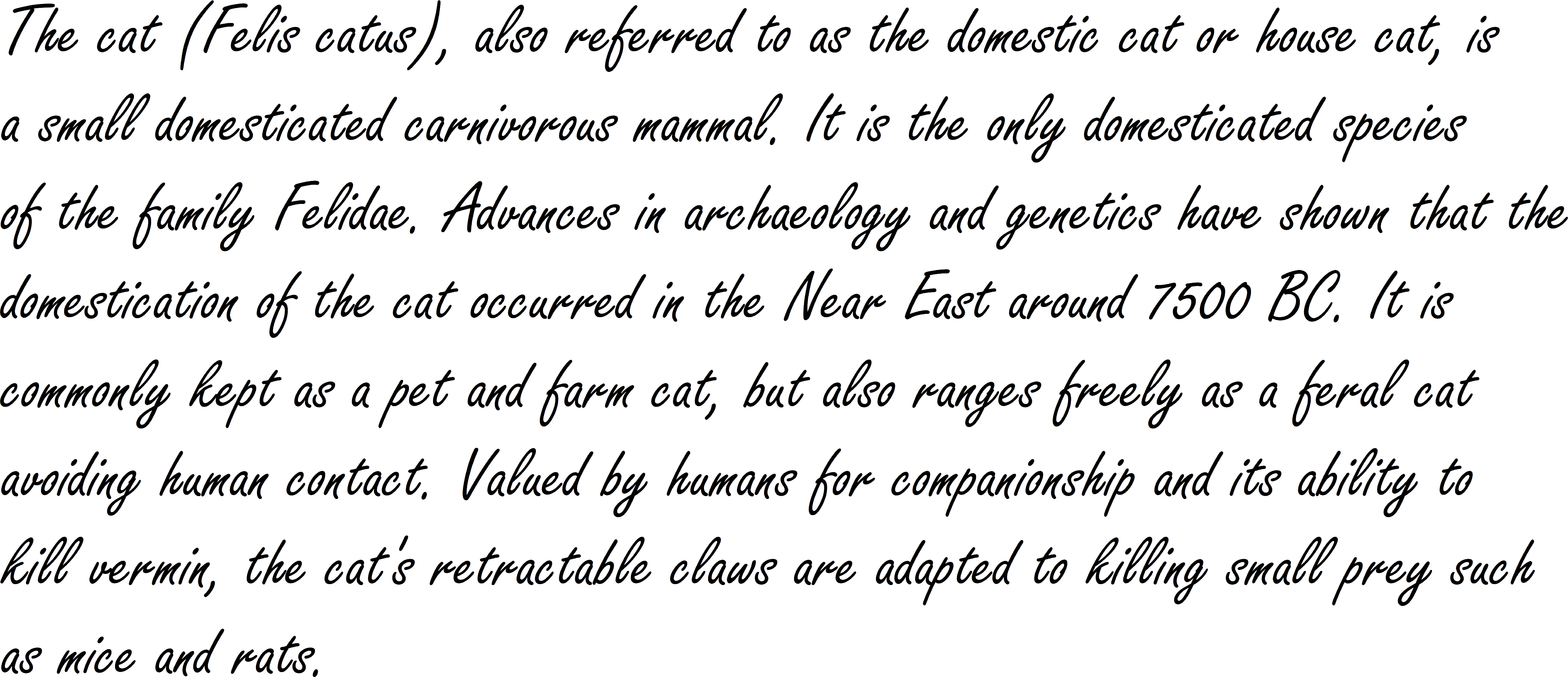